# Весёловский поселковый совет
Весёловский поселковый совет (укр. Веселівська селищна рада) — входит в состав Весёловского района Запорожской области Украины.
Административный центр поселкового совета находится в 
пгт Весёлое.

## История
- 1957 — дата образования.

## Населённые пункты совета
- пгт Весёлое
- с. Елизаветовка
- с. Новоалександровка
- с. Ясная Поляна